# Huerto

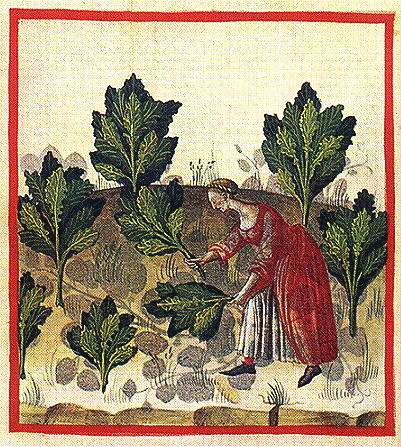
La tradición hortelana en una ilustración del «Tacuinum sanitatis» (BM Rouen Leber 1088), manuscrito anónimo del siglo.

El huerto es una siembra de reducidas dimensiones y de cultivo intensivo con la finalidad de cosechar alimentos para el consumo familiar. Tiene su origen en el huerto tradicional europeo de pequeña extensión y por lo general dedicado al consumo familiar o la venta al por menor, síntesis de las culturas mediterráneas septentrionales (griega, romana y bárbara) y las meridionales (egipcia, mesopotámica y luego musulmana) del tipo conocido en italiano como «giardino dei simplice», o pequeño huerto doméstico.

## Historia
La alimentación humana se basó en un primer momento, durante el período Paleolítico, en la recolección de comestibles de origen vegetal que crecían de manera espontánea en la naturaleza y en la obtención de alimentos de origen animal a través de la caza, la pesca y otras técnicas. El desarrollo del cultivo de cereales en la evolución humana marcó la separación entre el Paleolítico y el Neolítico, dio origen al desarrollo de la vida sedentaria de los seres humanos, al surgimiento de los primeros pueblos y a la independencia de los obstáculos que la naturaleza le imponía a la obtención de alimentos (límites creados por las estaciones, el clima, las distintas épocas de cosecha, problemas de almacenamiento de alimentos, etc.), ya que los cereales pueden almacenarse para ser consumidos cuando se necesiten. No solo se desarrolló la agricultura propiamente dicha, sino una serie de técnicas que acompañaron el gran salto que implicó la Revolución Neolítica como son la creación de viviendas, caminos, utensilios diversos (arados, cestería, objetos y vasijas de cerámica, etc.) y que dieron origen a la creación de un modo de vida sedentario que contrastó con la larga historia nómada de los seres humanos.
Los ejemplos de horticultura intensiva más antiguos se producen en Mesopotamia, llegando a planteamientos monumentales como los Jardines Colgantes de Babilonia. Resulta complicado recopilar una síntesis de los jardines domésticos de vegetales a lo largo de la historia, ya que varían mucho en cuanto a sus características, escala de la producción, técnicas empleadas, vegetales cosechados y, sobre todo, finalidades o propósitos de las mini-parcelas ya que, a pesar del pequeño tamaño de este tipo de explotaciones pueden servir para algo más que un complemento de los vegetales de consumo diario en el hogar y pueden ser muy rentables, sobre todo cuando se dedican a flores o plantas de jardín y hasta viveros.
Este primer ejemplo de agricultura intensiva (poco espacio y escasos recursos, pero gran cantidad de mano de obra con respecto al tamaño de la explotación) tuvo una evolución similar a escala mundial, pero con variables locales y regionales con relación a los tipos y técnicas de cultivo, plantas empleadas, necesidades locales y regionales, disponibilidad de agua y otros recursos, clima, etc. Es el nacimiento de la horticultura, de la jardinería útil, del proyecto inicial de todas las viviendas rurales en todo el mundo, de la economía complementaria del habitante del pueblo o de la ciudad y, al mismo tiempo, una verdadera escuela agrícola de pequeña escala, en la que se desarrollan de manera empírica (principalmente), las técnicas agrícolas más avanzadas que se conocen sobre el cultivo 
intensivo.

## Tipología

### Huerto familiar

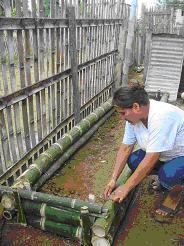
Construcción de un huerto familiar en el patio de una vivienda de un barrio de Guayaquil, Ecuador

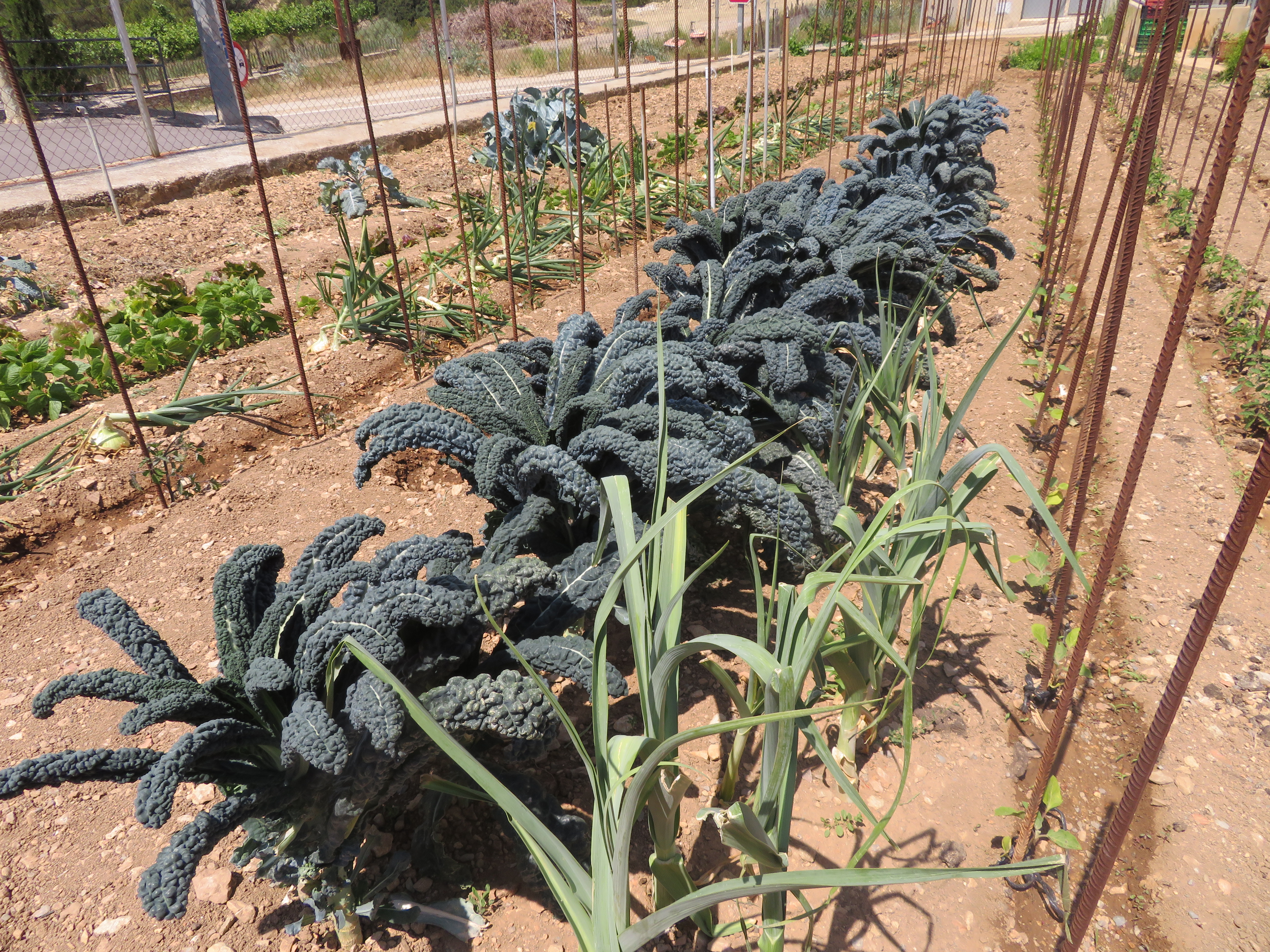
Huerto familiar.

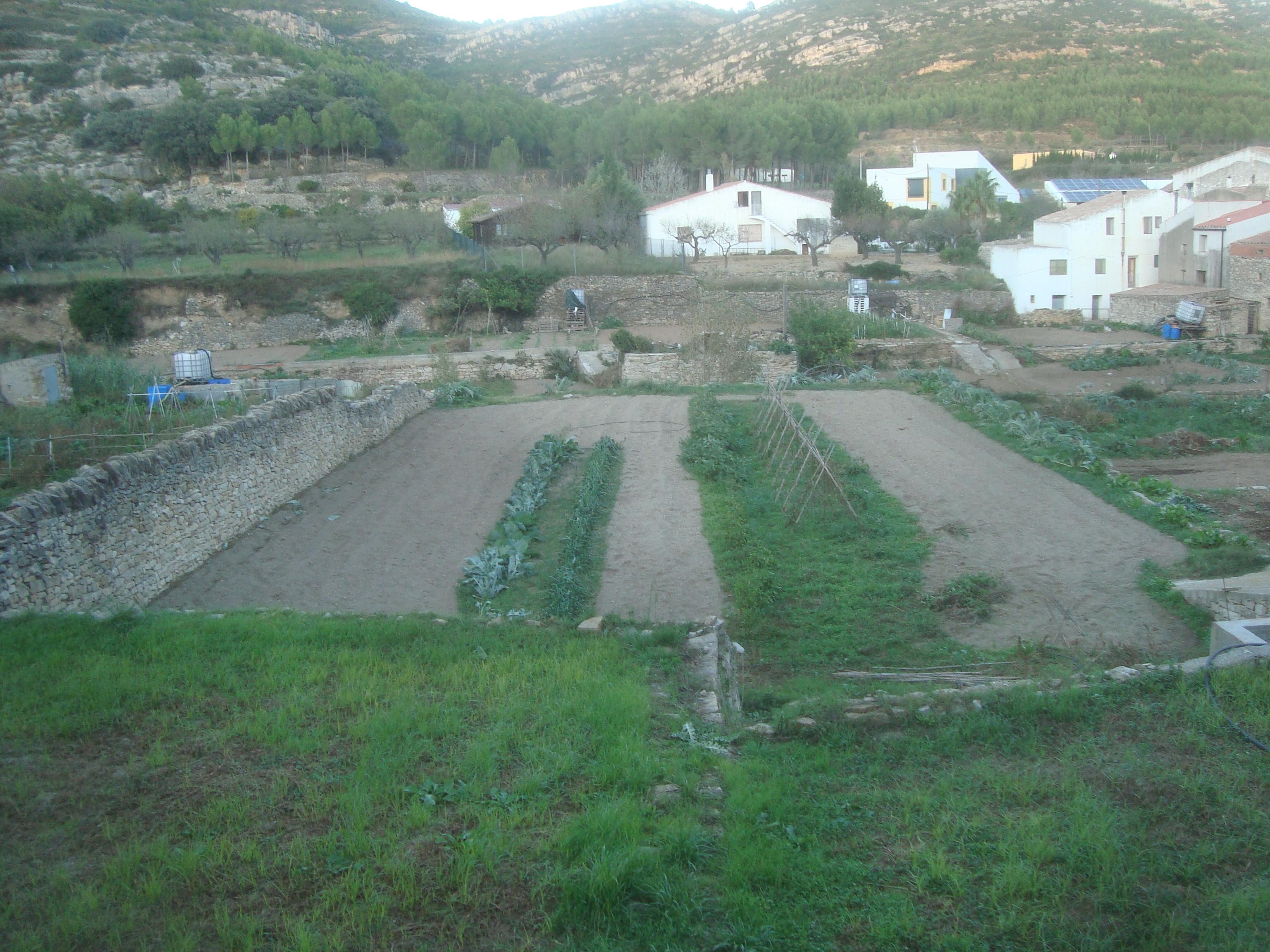
Paraje de huertos familiares, anexos al casco urbano de Xert (España).

Aunque se plantea como un invento reciente o un modelo nuevo, por sus implicaciones de conciencia ecológica, anticonsumismo, economía ambiental, etc, los huertos familiares comenzaron a desarrollarse ya en la prehistoria con el proceso de reutilización de las semillas (semilleros) y los desechos orgánicos generados diariamente para preparar uno de los elementos para abonar los cultivos: el compost o abono orgánico Para su buena práctica es interesante conocer el calendario de siembra y las recomendaciones de los especialistas para la instalación y mantenimiento de un huerto urbano.

### Huerto urbano

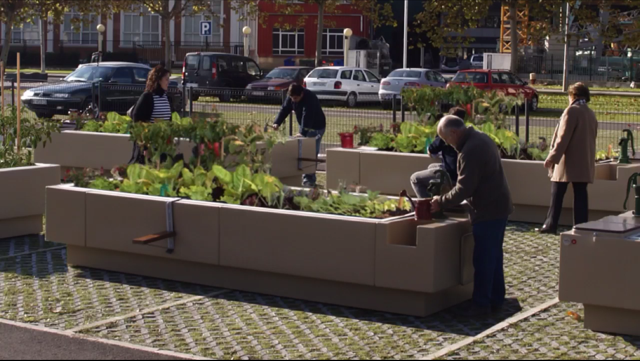
Instalación de huertos en el entorno urbano.

Como ya se ha sugerido, el huerto urbano puede datarse en los albores de la agricultura durante la revolución neolítica, dentro de las labores de siembra, se esparcían semillas alrededor de la cueva o vivienda donde residían, como medida de seguridad, y como granero para las épocas de escasez. 
En pleno siglo xxi, las propuestas de agricultura urbana, huertos colectivos, etc. pueden funcionar, además de como bases de consumo controlado, como pequeñas escuelas para implicar a los más jóvenes en los procesos naturales (siembra, crecimiento, cuidados, floración-reproducción, injertos, cosecha, poda, conservación, elaboración de alimentos, resiembra). La suma de los propósitos productivos y el contenido educativo y reconstructivo, ayuda -según los expertos- a fortalecer la integración y el trabajo en equipo y recuperar la autoestima, como así también promover hábitos nutricionales saludables. En el mejor de los casos, estas experiencias comunitarias o sencillamente familiares habilitan un sistema de producción continua en el que se aporta trabajo y conocimiento todo el año y se obtienen hortalizas frescas, frutas y hierbas aromáticas.

### Huerto escolar
Según la FAO, 

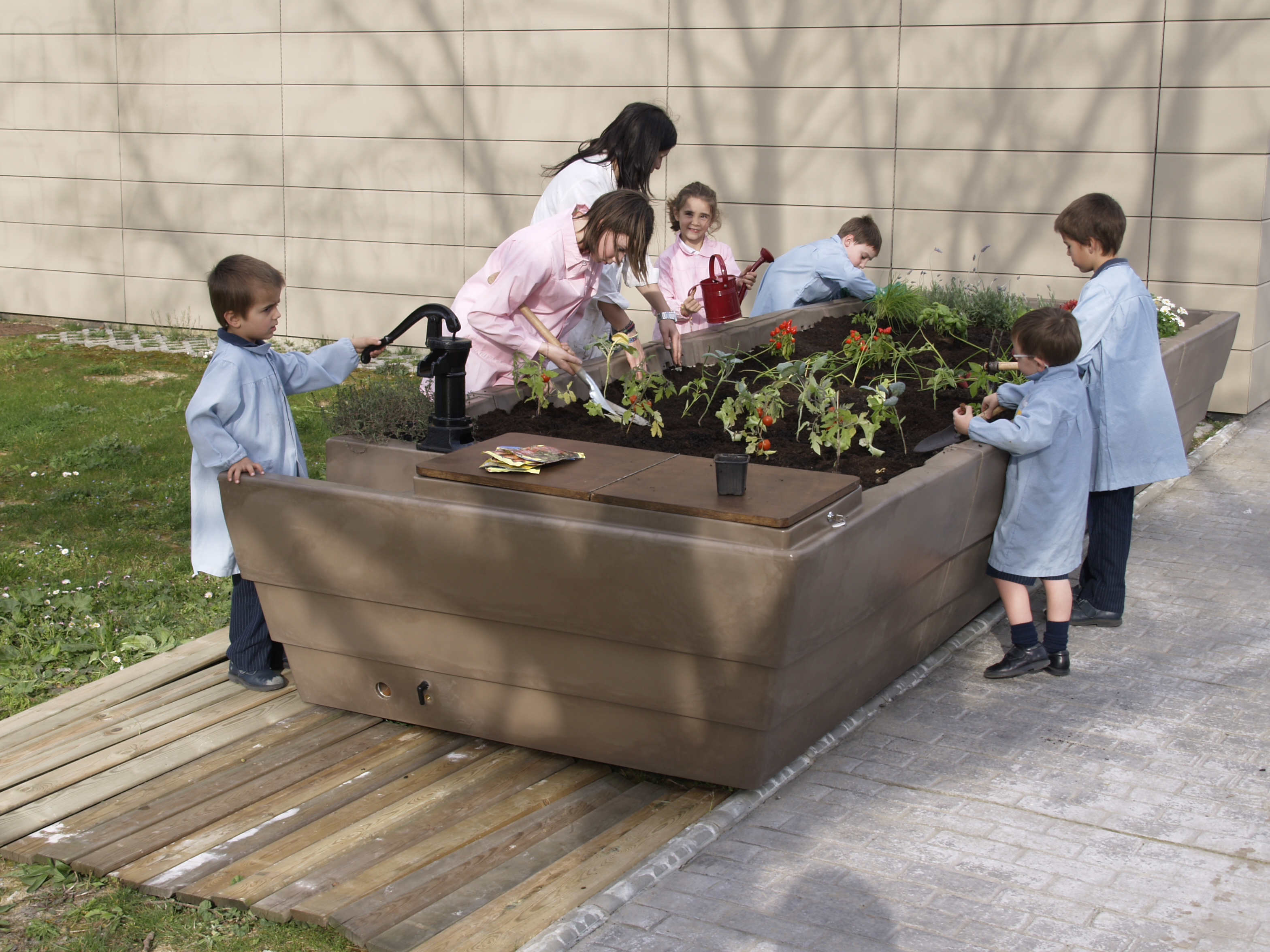
Huerto escolar para actividades educativas

los huertos escolares pueden ayudar a mejorar la nutrición y la educación de los niños y de sus familias, tanto en las zonas rurales como en las urbanas... constituyen una plataforma de aprendizaje...no debería ser considerado como una fuente de alimentos, rentas o ingresos, sino como un medio para mejorar la nutrición y la educación.

La necesidad cada día más acuciante de proporcionar una buena dieta tanto a los niños de países subdesarrollados, debido a la carencia de alimentos, como a los de países industrializados, por los malos hábitos, ha hecho que gobiernos y asociaciones internacionales para el desarrollo pongan su atención en los huertos escolares.  
Además de mejorar la nutrición de los niños, incentivándoles con el cultivo de sus propias hortalizas, frutas y verduras, se les enseña a proteger el medioambiente, técnicas de cultivo y se ayuda a la subsistencia familiar, entre otros objetivos.

En algunos centros educativos, se montan pequeños huertos escolares en grandes mesas de cultivo.

### Huerto ecológico
Un huerto ecológico se caracteriza por utilizar técnicas de cultivo basadas en la agricultura ecológica.[cita requerida]

## En la literatura
Muy diversos autores de la literatura española le han dedicado versos y prosas al ancestral motivo del huerto. Ya lo hizo Gonzalo de Berceo en su Vida de Santo Domingo de Silos, o glosistas como Gabriel Miró en su libro Del huerto provinciano, o Fray Luis de León en su "Oda a la vida retirada": 

Del monte en la ladera

por mi mano plantado tengo un huerto,

que con la primavera

de bella flor cubierto,

ya muestra en esperanza el fruto cierto...

o Lope de Vega cuando escribía 

Hortelano era Belardo

de las huertas de Valencia,

que los trabajos obligan

a lo que el hombre no piensa.

Pasado el febrero loco,

flores para mayo siembra,

que quiere que su esperanza

dé fruto a la primavera.

El trébol para las niñas

pone al lado de la huerta,

porque la fruta de amor

de las tres hojas aprenda...

Tampoco pueden olvidarse el verso dedicado a «un huerto claro donde madura el limonero» en el autorretrato de Antonio Machado, o el escrito por Miguel Hernández en su Elegía a Ramón Sijé: «Yo quiero ser llorando el hortelano de la tierra que ocupas y estercolas, compañero del alma, compañero...»

### En el refranero
También han dejado su indiscutida sabiduría popular en el refranero en proverbios y ‘consejas’ como, por ejemplo:
- Cuando hay frutas en la huerta, hay amigos en la puerta
- Abril mojado malo en la huerta, bueno en el campo
- Buen pan de hogaza, buena huerta y carne de caza
- Cosa de huerta no entra en cuenta
- Cuando el labrador cava la huerta, más alto tiene el culo que la cabeza

## En el arte

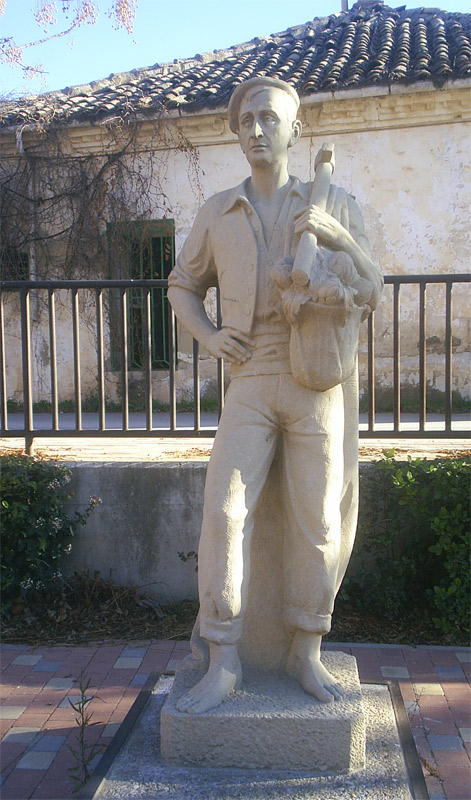
El hortelano tudelano, escultura de Antonio Loperena.
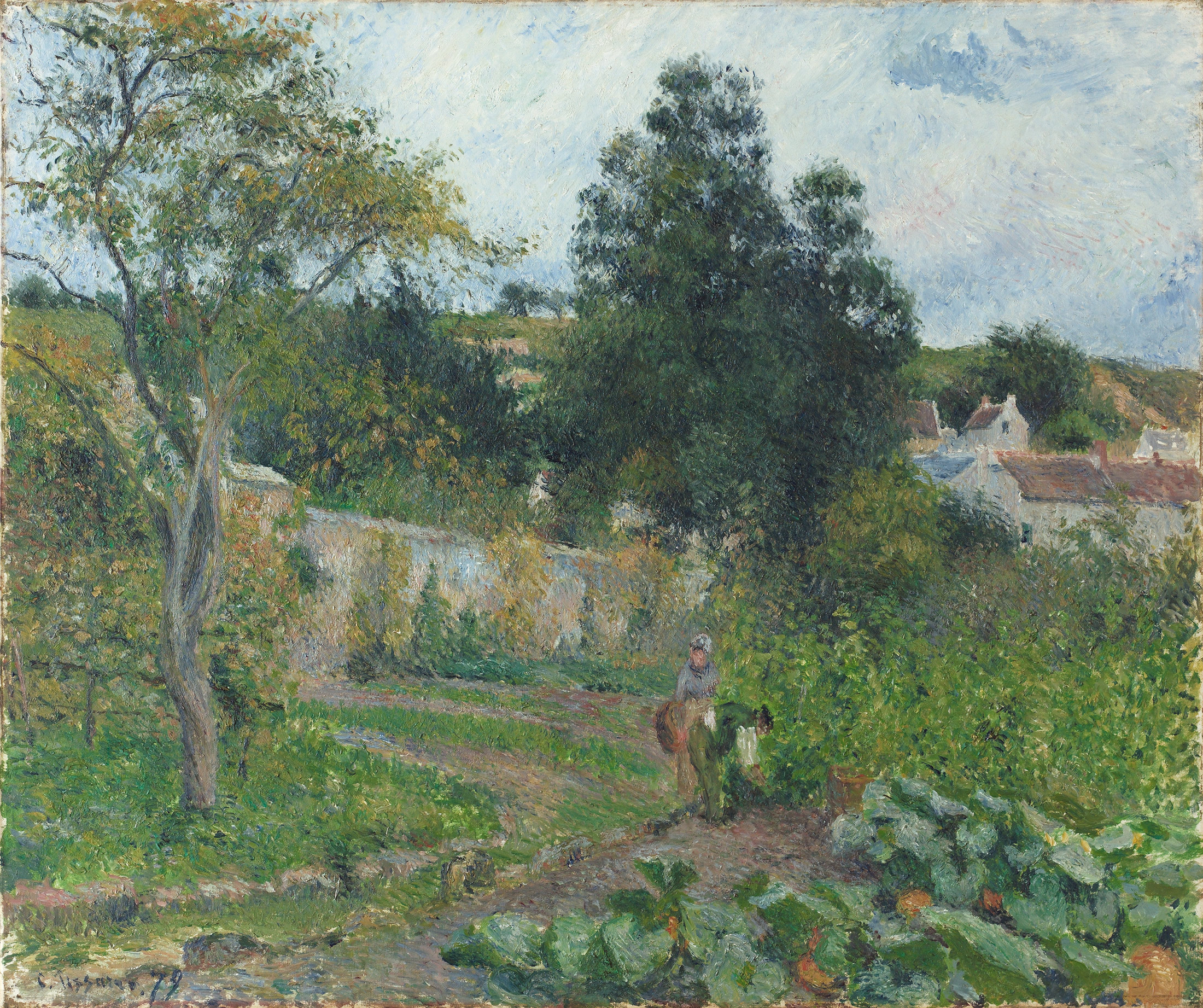
Huerto en Pontoise, pintado por Pissarro en 1879.
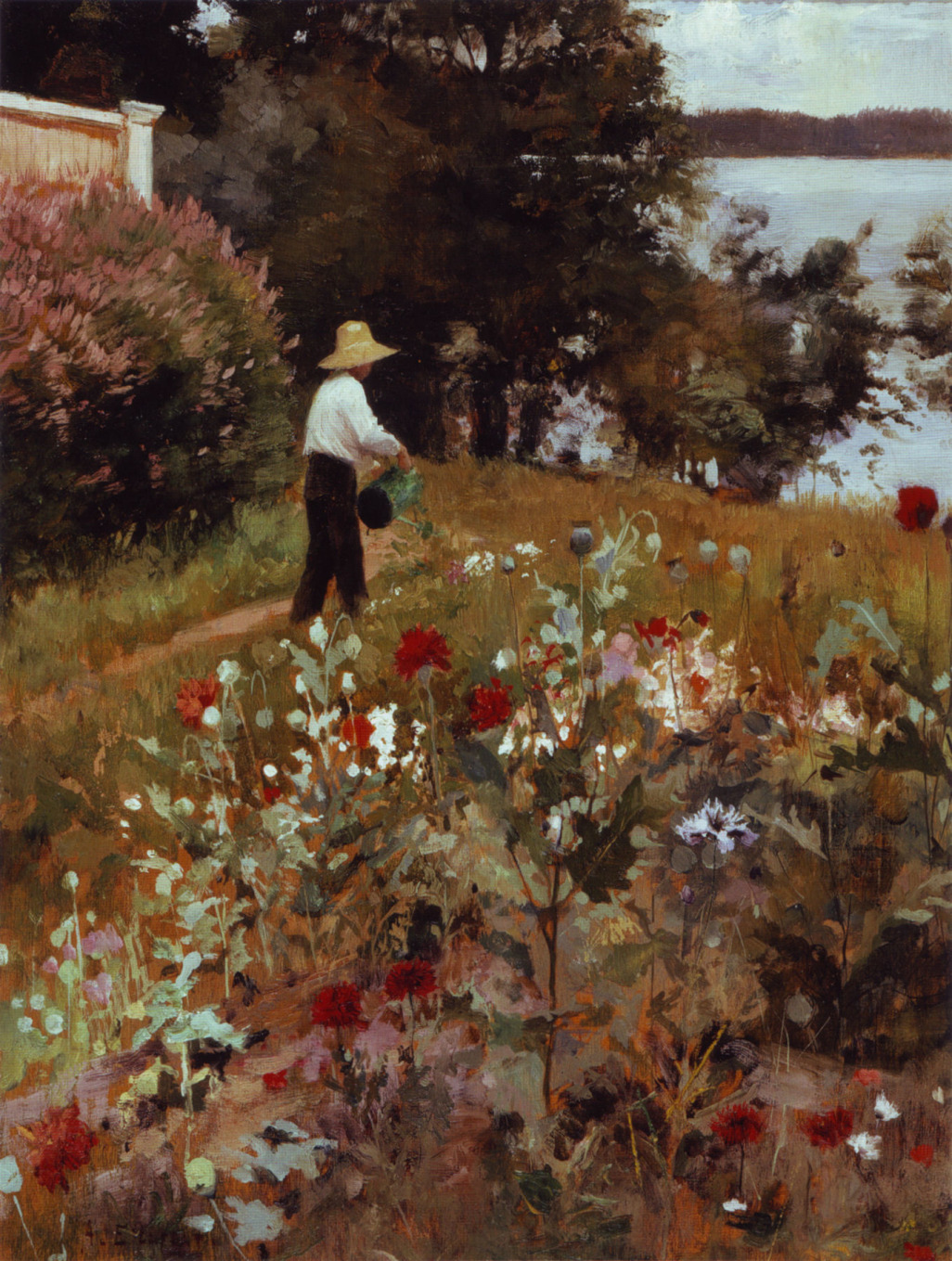
Regando el huerto, óleo de Albert Edelfelt en 1887.
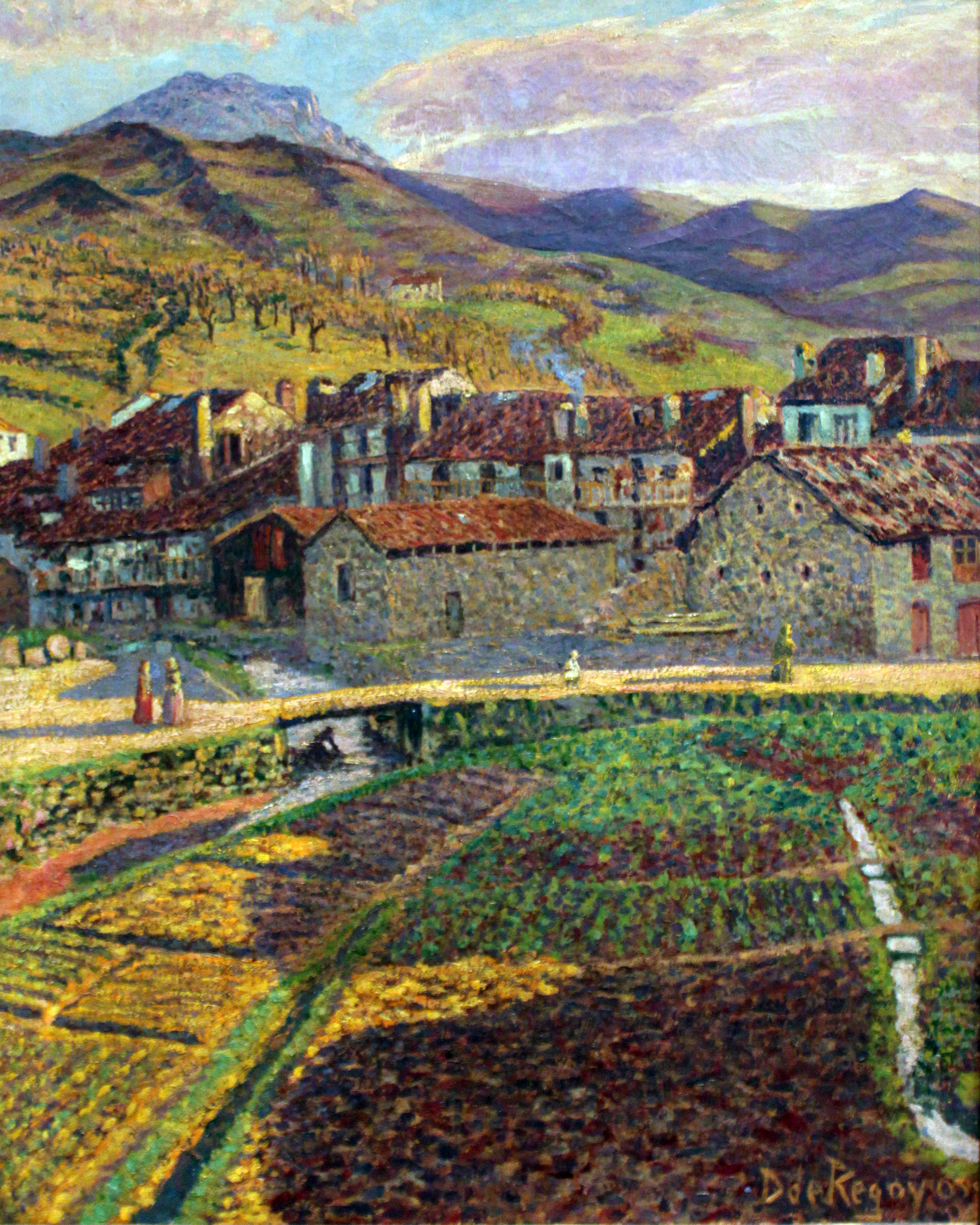
Los Huertos de Irún, pintados por Darío de Regoyos en 1901.